# Ambientazioni di Dungeons & Dragons
Nel corso degli anni sono state pubblicate numerose ambientazioni di Dungeons & Dragons, sia dagli editori ufficiali, la TSR prima e la Wizards of the Coast dopo, sia da altri editori su licenza. Alcune sono ambientazioni sword and sorcery standard, mentre altre aggiungono temi orientali, dall'America Centrale, di cappa e spada e anche di viaggi nello spazio.
Le più antiche ambientazioni per Dungeons & Dragons, sono Blackmoor di Dave Arneson e Greyhawk di Gary Gygax, entrambe iniziate nei primi anni settanta, ma poiché inizialmente la TSR era convinta che ogni master avrebbe sviluppato una propria ambientazione non era interessata a produrre supplementi e concesse alla Judges Guild di pubblicare avventure ufficiali per Dungeons & Dragons. Dal corpo di queste avventure nacque la Wilderlands of High Fantasy, di fatto la prima campagna per un gioco di ruolo a essere ufficialmente supportata.
Greyhawk, la campagna masterizzata da Gary Gygax fin dal 1972, venne pubblicata solo nel 1980 in forma di una mappa (World of Greyhawk, 1980), seguita da alcune avventure, la cui pubblicazione venne interrotta quando lasciò la TSR. Mystara, l'ambientazione ufficiale del Dungeons & Dragons classico si evolse invece a partire dai moduli della serie B e X, successivamente espansi con una serie di moduli d'ambientazione alla fine degli anni ottanta.
Particolarmente importanti per Advanced Dungeons & Dragons furono Dragonlance (principalmente di Tracy Hickman e Margaret Weis), lanciata nei primi anni ottanta e accompagnata da una linea di romanzi di successo e i Forgotten Realms di Ed Greenwood pubblicati a partire dalla fine degli anni ottanta (Forgotten Realms Campaign Settings, 1987).
A partire dal 1989 furono pubblicate nuove ambientazioni che si staccavano dal fantasy classico, come Spelljammer (Jeff Grubb, 1989), Ravenloft: Realm of Terror (Bruce Nesmith, 1990), Dark Sun Campaign Setting (1990), Al-Qadim (Jeff Grubb, 1992) e Planescape (Zeb Cook, 1993).
Nel periodo della quarta edizione di Dungeons & Dragons le ambientazioni vennero ridotte a set di solo tre libri: una guida alla campagna per il dungeon master, una guida per il giocatore e un'avventura pronta da giocare. Ulteriore supporto alle ambientazioni viene fornito mediante D&D Insider. Vennero pubblicate per la quarta edizione Forgotten Realms, Eberron e Dark Sun.
Nel periodo della quinta edizione di Dungeons & Dragons le ambientazioni sono state ridotte editorialmente a un singolo manuale ciascuna: l'ambientazione ufficiale dell'edizione è i Forgotten Realms, ma un singolo manuale è stato dedicato anche a Ravenloft, Eberron, Wildemount. Sono inoltre stati pubblicati manuali per le ambientazioni legate a Magic: The Gathering come Ravnica, Theros e Strixhaven.
Alcune ambientazioni non sono più supportate ufficialmente, né concesse in licenza, sebbene tutte abbiano ancora una base di fan attiva.
Un caso particolare sono le Living Campaigns, in parte uno strumento di marketing e in parte un'ambientazione gestita da volontari, che permettono a persone di tutto il mondo di giocare in un universo condiviso. La RPGA Network sponsorizza numerose living campaigns ed organizza partite in convention, giornate di gioco ed altri raduni nel mondo. Alla data del 2005 la più grande è Living Greyhawk.

## Al-Qadim
Al-Qadim è un'ambientazione fantasy arabeggiante in stile Le mille e una notte, scritta da Jeff Grubb e pubblicata dalla TSR nel 1992 per Advanced Dungeons & Dragons ed inserita nella zona meridionale dei Forgotten Realms. Descrive la terra di Zakhara, chiamata "Terra del Fato". Tematicamente è un misto dell'impero arabo storico, delle leggende orientali e dei film d'azione di Hollywood. Zakhara è una penisola nel continente di Faerûn nell'ambientazione di Forgotten Realms, sebbene sia stato progettato per poter essere usato indipendentemente o inserito in una campagna esistente. L'ambientazione base era divisa in due prodotti, Al-Qadim: Arabian Adventures, un manuale che descrive le regole di creazione dei personaggi, l'equipaggiamento e gli incantesimi specifici dell'ambientazione e Al-Qadim: Land of Fate, un set in scatola che descrive la terra di Zakhara, con manuali separati per i giocatori e il dungeon master.

## Birthright
Birtright è stata pubblicata per la prima volta dalla TSR nel 1995. L'ambientazione è situata nel mondo di Aebrynis, sul continente di Cerilia, nel quale i giocatori assumono il ruolo di governanti di nazioni investiti di poteri divini, con un'enfasi sul gioco tattico e l'interazione diplomatica e politica con gli altri governanti. Nel 1996, Birthright ha vinto l'Origins Award per il Best Roleplaying Supplement of 1995.
L'ambientazione è incentrata su "bloodline" (discendenza, letteralmente "linea di sangue"), i poteri divini ottenuti dagli eroi sono passati ai loro discendenti. I personaggi che appartengono a una discendenza creano un'aura di comando conosciuta come "regency" ("reggenza"), che in gioco viene misurata in "regency point" ("punti reggenza"). Per mezzo di quest'aura i personaggi acquistano domini composti di province e terreni. Lo sviluppo di questi domini è parte del gioco tanto quanto lo sviluppo dei personaggi. Il gioco usa turni di tre mesi per modellare le azioni dei governanti sulle proprie nazioni, nella stessa maniera in cui il combattimento viene simulato in turni di sei secondi in Dungeons & Dragons.
Questa campagna non è più attivamente supportata, anche se la comunità dei fan ha convertito l'ambientazione all'edizione 3.5.

## Blackmoor
La campagna originale di Dungeons & Dragons, fu creata da Dave Arneson nell'inverno del 1970, molto prima della creazione di Dungeons & Dragons, come ambientazione per i braunstein che organizzava. La campagna originale consisteva essenzialmente nel castello di Blackmoor, i territori immediatamente circostante e i sotterranei sotto al castello, mentre il resto del mondo consisteva in un'ambientazione fantasy generica, non dettagliata.
Un primo prodotto Dungeons & Dragons Supplement II: Blackmoor (Dave Arneson, 1975) a portare il nome dell'ambientazione era in realtà un manuale di regole aggiuntive. Accenni all'ambientazione comparvero nell'avventura The Temple of the Frog (1975) e alcune informazioni comparvero in The Firsts Fantasy Campaign (1977), entrambi della Judges Guild, ma a parte gli immediati dintorni di Castle Blackmoor questi consistevano essenzialmente di liste di eserciti e di mappe.
Con la serie moduli DA (Adventures in Blackmoor, Temple of the Frog, City of the Gods e The Duchy of Ten) di Dave Arneson e David Ritchie e pubblicati tra il 1986 e il 1987, Blackmoor venne resa parte del passato remoto di Mystara, l'ambientazione standard del Dungeons & Dragons classico.
Dopo vent'anni Blackmoor ricompare nel 2005, pubblicata dalla Zeitgeist Games in collaborazione con la Goodman Games, Dave Arneson's Blackmoor un manuale di 240 pagine, basato sul d20 System, seguito nel 2008 da alcuni supplementi, in parte materiale nuovo e in parte aggiornamenti del materiale già pubblicato, Clock & Steam, City of the Gods, The Dungeons of Castle Balcakmoor e Temple of the Frog.
La Code Monkey Publishing ha pubblicato un manuale per la quarta edizione di Dungeons & Dragons, Dave Arneson's Blackmoor: The First Campaign (2009), ma nonostante siano stati annunciati dei manuali aggiuntivi questi non sono stati pubblicati.

## Council of Wyrms
Council of Wyrms è un'ambientazione pubblicata come set in scatola nel 1984 che includeva regole per interpretare draghi, mezzi draghi e servi dei dragoni. Era composto di tre manuali, uno di regole base, uno per la storia delle famiglie e clan di draghi e uno di avventure. Nel 1999 venne leggermente rivista e ristampata in un libro a copertina rigida.
L'ambientazione è situata nell'arcipelago delle Io's Blood Island Chain, separate dal resto del suo mondo fittizio da un vasto oceano e di estensione sufficiente da coprire tutti i principali tipi di clima. I dragoni sono descritti come organizzati in una vaga democrazia. Ogni clan di dragoni che abbia almeno uno di livello wyrm, ha un voto nel Council of Wyrms. Il caretaker può votare solo per risolvere situazioni di parità, quindi i dragoni cooperano e prendono decisioni riguardo al proprio benessere.
Gli umani non sono nativi delle isole e quelli che vi arrivano sono generalmente avventurieri cacciatori di draghi.
Secondo i miti dei draghi, le isole vennero create dal dio dragone Io. Vedendo i suoi figli dragoni combattere fra di loro gridò "se del sangue dei draghi deve essere versato che sia il mio!" e con queste parole si aprì il ventre con i suoi artigli lasciando cadere il suo sangue nell'oceano. Il suo sangue divino si solidificò e divenne una catena di isole, che Io diede ai dragoni, sperando che vi potessero vivere in pace.

## Dark Sun
Darksun è un'ambientazione pubblicata originariamente nel 1991 dalla TSR per Advanced Dungeons & Dragons, come set in scatola. L'ambientazione è basata sull'arido mondo desertico di Athas e trae forti ispirazioni da cicli come quello di Dune o quello di John Carter di Marte, che anticamente era un mondo rigoglioso e brulicante di vita, ormai privato della sua fertilità dall'uso incontrollato della magia, sebbene un piccolo gruppo di maghi detti preservers lavori per mantenere la vita e con l'obbiettivo di ripristinare la ricchezza perduta. Il mondo è dominato da poteri psionici piuttosto che dalla magia, dandogli un tono unico rispetto ad altre ambientazioni fantasy, gli aspetti politici sono simili a quelli del Medio Oriente, Nordafrica o alla Mesopotamia. L'acqua e il metallo sono estremamente scarsi.
Il 17 agosto 2010 venne pubblicata il suo adattamento per la quarta edizione di Dungeons & Dragons suddivisa in tre volumi Dark Sun Campaign Setting (descrizione dell'ambientazione), Dark Sun Creature Catalog (mostri e creature) e Marauders of the Dune Sea (un'avventura).

## Dragonlance

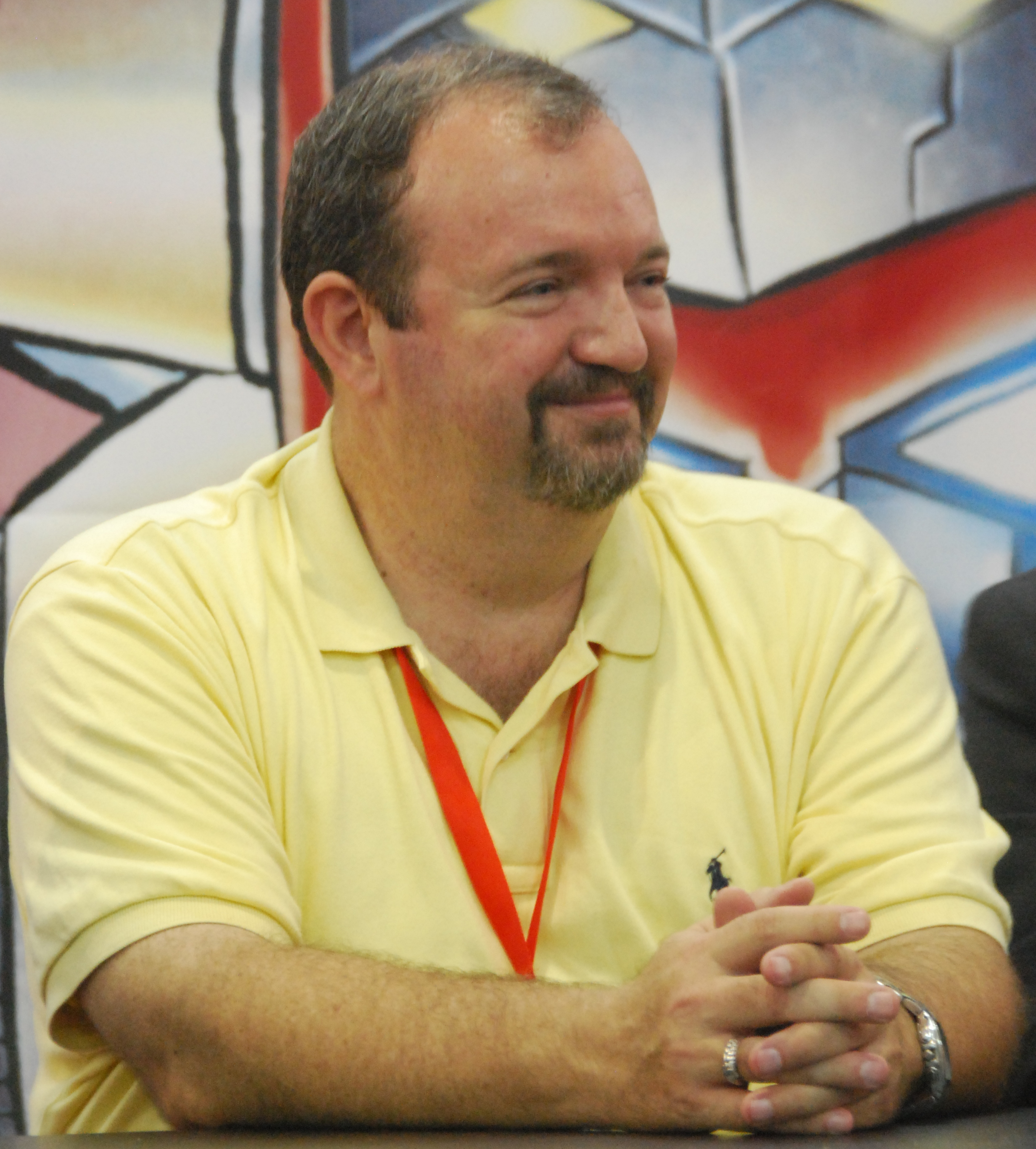
Tracy Hickman, uno dei creatori di Dragonlance e, insieme alla moglie Laura, autore dell'avventura Ravenloft, che verrà poi sviluppata in un'ambientazione completa.

Dragonlance è un'ambientazione pubblicata inizialmente come una serie di dodici avventure collegate tra loro, a partire dal 1984, con DL1 - Dragons of Despair, supportati da una serie di romanzi, librogame e altri prodotti basati sull'ambientazione. La serie fu un buon successo e supportata negli anni successivi da ulteriori manuali e romanzi. Questa serie fu piuttosto innovativa per l'epoca, sia perché invece di essere un dungeon crawl o un'esplorazione di terre selvagge, raccontava una storia in tutto il suo svolgimento, sia per il supporto ricevuto dalla pubblicazione di romanzi ambientati nella storia.
L'idea iniziale dell'ambientazione è stata di Tracy Hickman che l'aveva concepita inizialmente come una trilogia di tre avventure, ma su suggerimento di Harold Johnson, coinvolse altri membri dello staff della TSR e formò un gruppo comprendente tra gli altri Jeff Grubb, Larry Elmore, Roger Moore, Doug Niles, Carl Smith e Margareth Weis. Il progetto, prima di essere presentato per l'approvazione, venne portato avanti segretamente con il nome di "Overlord Project". Hickman e Weis vennero scelti per scrivere i romanzi che avrebbero dovuto supportare la serie, dopo che i lavori proposti dagli autori contattati per scriverli erano stati giudicati insoddisfacenti.
Dragonlance venne espansa nel nuovo continente di Taladas nel 1989 con Time of the Dragon (David "Zeb" Cook, 1989), anche se quest'ultima sottomabientazione non ha avuto un grande seguito, né in termini di prodotti editi, né in termini di fan. Nel 1992 viene pubblicata la scatola base Tales of the Lance (Harold Johnson, John Terra, 1992) che aggiorna alla seconda edizione di Advanced Dungeons & Dragons il precedente Dragonlance Adventure del 1987, che non venne accolto molto bene dai fan dell'ambientazione, in quanto contraddiceva la serie originale di moduli in molti punti e cambiava la storia passata di Dragonlance e la linea viene chiusa nel 1993.
Nel 1995 Dragonlance viene rilanciato con la pubblicazione di Dragonlance: Fifth Age (1996), basato sul regolamento Saga System, un regolamento narrativo basato sull'uso di carte invece di dadi per risolvere le azioni.
Nel 2002 la Wizards of the Coast concesse Dragonlance in licenza alla Sovereign Press di Margaret Weis e Tracy Hickman che pubblicò una nuova descrizione dell'ambientazione, Dragonlance Campaign Setting (Margareth Weis, Steve Perrin, Jamie Chambers e Christopher Coyle, 2003) venne pubblicato dalla Wizards of the Coast, ma successivamente supportato fino al 2007 con la pubblicazione di manuali per tutte le principali ere di Dragonlance. Nel 2007, in preparazione per la pubblicazione della quarta edizione di Dungeons & Dragons la Wizards of the Coast cominciò a ritirare tutte le licenze di pubblicazione che aveva concesso, ma permise comunque alla Sovereign Press di completare la pubblicazione della trilogia, formata da Dragons of Autumn (2006), Dragons of Winter (2007) e Dragons of Spring (2008).

## Eberron
Ideato dal game designer Keith Baker e vincitore di un concorso indetto dalla Wizards of the Coast nel 2002 per una nuova ambientazione, venne pubblicato nel 2004 dopo essere stato rivisto da Bill Slavicsek, e James Wyatt. Deviando dall'ambientazione fantasy classica "occidentale" presenta un misto di fantasy, avventure pulp ed intrigo noir in un mondo i cui abitanti studiano ed applicano la magia in modo sistematico e pervasivo, ottenendo risultati simili a quelli realizzabili tramite la tecnologia. Il manuale dell'ambientazione vinse l'Origins Award 2004 per Best Role Playing Game Supplement. L'ambientazione introduce nuove razze, come i forgiati (una sorta di golem dotati di volontà), i kalashtar (unione di entità incorporee aliene e di spiriti umani), i morfici (razza nata dall'unione degli umani con lupi mannari) e l'artefice e i cangianti (nati dall'unione di umani e doppelgänger.
Nel 2009 l'ambientazione viene aggiornata alla 4ª edizione di Dungeons & Dragons, con la pubblicazione di una Player's Guide, una Campaign Guide e un'avventura.
Per la 5ª edizione sono stati pubblicati A Wayfinder Guide to Eberron ed Eberron: Rise from the Last War.

## Forgotten Realms
I Forgotten Realms sono una classica ambientazione di spada e stregoneria, creati da Ed Greenwood intorno al 1967 come ambientazione delle sue storie di infanzia e successivamente alla sua scoperta di Dungeons & Dragons delle sue campagne. A partire dal numero 30 di The Dragon nel 1979. Greenwood iniziò una serie di articoli in cui dettagliava mostri, oggetti magici e incantesimi usando la sua ambientazione come background.
Nel 1986, il ciclo originale di Dragonlance stava volgendo al termine e la TSR iniziò a cercare una nuova ambientazione da pubblicare, e alla fine scelse l'ambientazione di Greenwood. L'ambientazione venne pubblicata l'anno dopo (Jeff Grubb ed Ed Greenwood, Forgotten Realms Campaign Setting, 1987) come set di due manuali e quattro grandi mappe in una confezione in scatola. La sua pubblicazione fu un successo istantaneo e numerosi altri moduli e supplementi vennero pubblicati per l'ambientazione, così come altri furono a posteriori inseriti in essa, come la serie di Bloodstone Pass, e fu la principale ambientazione, sia della seconda edizione di Advanced Dungeons & Dragons, che dell'edizione 3.0 di Dungeons & Dragons. Per la quarta edizione di Dungeons & Dragons sono stati pubblicati due manuali, Forgotten Realms Campaign Guide (Philip Athans, Bruce R. Cordell, Ed Greenwood, Chris Sims, 2008) e The Forgotten Realms Player's Guide (Greg Bilsland, Logan Bonner, Eric L. Boyd, Rob Heinsoo, Robert J. Schwalb, 2008) e un'avventura Scepter Tower of Spellgard (David Noonan, Greg A. Vaughan, 2008).
Collegati all'ambientazione furono pubblicati numerosi videogiochi, per esempio la serie di videogiochi di ruolo come Pool of Radiance (1988), Curse of the Azure Bonds (1989) o Eye of the Beholder (1990), così come Neverwinter Nights (1991) il primo MMORPG grafico (omonimo del videogioco di ruolo Neverwinter Nights, sempre basato sui Forgotten Realms, pubblicato nel 2002).
Sono stati pubblicati anche diversi romanzi e cicli fantasy ambientati nei Forgotten Realms, di cui i più famosi sono quelli dedicati al drow Drizzt Do'Urden di R. A. Salvatore.

### Maztica
Un'ambientazione di ispirazione mesoamericana situata a occidente di Faerûn (nei Forgotten Realms).

## Ghostwalk
Scritto da Monte Cook e Sean K. Reynolds è stato pubblicato nel 2003 un unico manuale che descrive l'ambientazione. Questa è incentrata su Manifest, una città-mausoleo costruita sopra un fenomeno geologico detto Well of Souls ("pozzo delle anime"), un luogo di raccolta per fantasmi. In questo luogo i confini tra vita e morte si dissolvono e i fantasmi possono interagire con i viventi.

## Greyhawk
Greyhawk è la campagna originale sviluppata da Gary Gygax intorno al 1972. Nella versione originale era una specie di terra parallela, con la stessa geografia della Terra reale, ma nazioni diverse. Venne pubblicata per la prima volta nel 1980 (World of Greyhawhk), con una geografia completamente rifatta. Negli anni successivi venne descritta solo attraverso avventure.
Nel 1985 Gygax lasciò la TSR, ma mantenne i diritti sui nomi di diversi personaggi da lui creati e scrisse una serie di avventure dedicate a Gord il Miserabile (Gord the Rogue), al termine delle quali Oerth (la terra di Greyhawk) viene distrutta.
Negli anni successivi alla partenza di Gygax la TSR pubblicò solo alcuni occasionali moduli dedicati a Greyhawk, fino alla pubblicazione del set in scatola The City of Greyhawk (1989) e del manuale WRG1: Greyhawk Ruins (1990). Nel 1992 la linea cronologia venne avanzata ulteriormente da Carl Sargent, che diede all'ambientazione una storia maggiormente coerente, ma la rese anche molto più oscura. Nel 1998 la linea cronologica venne avanzata ulteriormente con Return of the Eight e The Adventure Begins di Roger E. Moore.
Per un paio di anni tra il 1998 e il 2000 vennero pubblicate nuove avventure e una serie di romanzi, ma nel 2000 Greyhawk divenne l'ambientazione di default dei manuali Dungeons & Dragons 3.0 e di fatto ignorata nei supplementi. Living Greyhawk rimpiazzò Living City Forgotten Realms come campagna ufficiale della RPGA, ma il materiale in essa prodotto era considerato generalmente non ufficiale. Greyhawk venne anche espanso nel materiale di background del Chainmail Miniature Games (Chris Pramas, 2001), che aggiunge il Sundered Empire.
Tra il 2005 e il 2008 Gary Gygax iniziò a trascrivere per la Troll Lord Games il materiale della campagna originale del 1972-1985, ma a causa delle sue condizioni di salute il progetto non venne portato a termine prima della sua morte.

## Jakandor
Jakandor, venne pubblicato nel 1998, nella linea Advanced Dungeons & Dragons: Odyssey come una campagna-arena autocontenuta progettata da Jeff Grubb. Jakandor è un'isola divisa tra i nativi Charonti, una civiltà che fa un uso intenso della magia (specialmente la necromanzia) e i barbari Knorr, che aborriscono la pratica della magia (considerata vile) e sono stati scacciati dalla loro madrepatria.
La campagna consiste di tre manuali: Jakandor, Island of War che descrive i barbari Knorr e la parte orientale di Jakandor, Jakandor, Isle of Destiny, che descrive i Charonti e la parte occidentale di Jakandor e infine Jakandor, Land of Legend, che aggiunge informazioni per avventure e personaggi di entrambe le civilizzazioni. Un quarto libro, Jakandor: Land of Destiny, sempre di Jeff Grubb, era stato pianificato per il gennaio 1999 ma non venne mai pubblicato.

## Kara-Tur
Kara-Tur è un'ambientazione orientale liberamente basata sull'Estremo Oriente e il sud est asiatico, introdotta inizialmente nel supplemento Oriental Adventures (Gary Gygax, David Cook e François Marcela-Froideval, 1985) per Advanced Dungeons & Dragons 1ª edizione., originariamente destinata ad essere la parte occidentale di Oerik, il continente principale di Greyhawk. Ulteriori informazioni furono pubblicate nel modulo Swords of the Daimyo (1986) e infine incorporato ufficialmente nell'estremo oriente dei Forgotten Realms, nel Forgotten Realms Campaign Setting (Ed Greenwood e Jeff Grubb, 1987) che accenna brevemente a Kara-Tur e nel set in scatola Kara-Tur: The Eastern Realms (Mike Pondsmith, Jay Batista, Rick Swan, John Nephew and Deborah Christian, 1988) dedicato esclusivamente a esso.
Con l'uscita dell'edizione 3.0 di Dungeons & Dragons la Wizards of the Coast pubblicò una nuova versione di Oriental Adventures, ma come mondo di default viene assunto Rokugan, l'ambientazione per Legend of the Five Rings della AEG. L'ambientazione comunque viene spesso menzionata in altri supplementi dei Forgotten Realms.

## Kingdoms of Kalamar
Kingdoms of Kalamar è un'ambientazione progettata e pubblicata dalla Kenzer & Company. La prima edizione del 1994, pur essendo un'ambientazione pura non legata ad alcun sistema, e pur non avendo alcuna licenza di uso del marchio da parte della TSR, dichiarava sul retro di copertina di essere adatta per l'uso con Advanced Dungeons & Dragons, lo stesso metodo usato originariamente dalla linea Role Aids della Mayfair Games. L'ambientazione è incentrata principalmente sulle sei sottorazze umane del mondo di Tellene e i suoi creatori si vantano di aver ancorato un'ambientazione fantasy alla realtà usando strutture politiche e ambienti geografici realistici.
Nel 2001 l'ambientazione viene rilanciata, usando come base il d20 System con la pubblicazione di un nuovo manuale base, Kingdoms of Kalamar Fantasy Campaign Setting divenendo la prima campagna per il d20 System a essere pubblicata, arrivando prima del Forgotten Realms Campaign Settings della Wizards of the Coast. Complessivamente vennero pubblicati una quarantina di manuali e supplementi per la terza edizione di Dungeons & Dragons, supportando anche una Living Campaign della RPGA.
Nel 2008 la Kenzer & Company ha pubblicato in PDF una conversione per la quarta edizione, senza usare la licenza GLS della Wizards of the Coast.

## Lankhmar
Ambientazione basata sulla serie di storie di Fafhrd e il Gray Mouser di Fritz Leiber. La città corrotta di Lankhmar sul pianeta Nehwon è il punto di partenza di grandi avventure piene di mistero e di inganno.

## Mahasarpa
Offerta in download gratuito per l'edizione 3.0 di Oriental Adventures di James Wyatt è una campagna di ambientazione sud-asiatica, che descrive sette regni, resti di un grande regno abbattuto dalla propria arroganza. Mahasarpa include brevi descrizioni dei sette regni, opzioni per i personaggi legate all'ambientazione, nuovi mostri e oggetti magici. Questa campagna non è più ufficialmente supportata.

## Mystara
Un'ambientazione che si è evoluta dalle serie di moduli di avventura "B" e "X", che descrivevano una zona chiamata "mondo conosciuto". Mystara divenne l'ambientazione di default per l'Original Dungeons & Dragons, includendo anche Blackmoor come passato remoto del pianeta. L'ambientazione, fino a pochi anni fa tra le più conosciute dai giocatori italiani (essendo stata la prima, e per molti anni l'unica, tradotta), dopo l'abbandono completo dell'Original Dungeons & Dragons da parte della TSR, ha avuto anche una versione per l'Advanced Dungeons & Dragons dalla breve vita editoriale e dallo scarso successo: particolarità di questa edizione era la presenza in molti suoi prodotti di un CD Audio, contenente suoni e musiche relative a quanto descritto nella parte cartacea.

### Hollow World
Spin off di Mystara pubblicato nel 1990 per l'Original Dungeons & Dragons, è situata all'interno del pianeta (descritto come cavo, con un piccolo sole al centro, dei continenti isola che galleggiano magicamente al suo interno e due fori in prossimità dei poli) dove gli Immortali hanno nei secoli trasportato esponenti di numerose culture nate sulla superficie del pianeta che rischiavano l'estinzione, con lo scopo di preservarne gli usi e costumi. È abitata da numerosi gruppi (solo in parte descritti nell'ambientazione e nei vari moduli): dai popoli primitivi di varie razze, a civiltà simili a quelle classiche o precolombiane, per arrivare ad una versione ad alta tecnologia degli elfi. Tutte le razze presenti interagiscono tra loro, ma non si influenzano culturalmente grazie alla magia degli Immortali, in modo da mantenere quanto più pura possibile la cultura di origine.

### Savage Coast
The Savage Coast è uno spin off di Mystara, pubblicato come ambientazione per la seconda edizione di Advanced Dungeons & Dragons. Geograficamente occupa una linea costiera di 2000 miglia a occidente del "mondo conosciuto" di Mystara. Tutti gli abitanti della zona sono soggetti a una maledizione, la "Red Curse" (Maledizione Rossa), che muta e uccide tutti coloro che non indossino a contatto della pelle un oggetto in metallo cinnabryl.
Le prime informazioni sulla zona vennero pubblicate nel modulo di avventura X9 The Savage Coast contenuto nella scatola dell'Expert Set di Dungeons & Dragons. La regione venne successivamente espansa nei numeri 6 e 7 di Dungeon (1987) con l'avventura Tortles of the Purple Sage. La regione venne descritta in maggior dettaglio in due serie di articoli pubblicati su Dragon Magazine, "The Princess Ark" e "Known World Grimoire". Parte di questo materiale venne ristampato nel supplemento per D&D Champions of Mystara (1993).
Nel 1994 venne pubblicata il set in scatola Red Steel per Advanced Dungeons & Dragons seconda edizione, che dettagliava l'ambientazione. L'anno successivo venne pubblicata l'espansione Savage Baronies. Nel 1996 l'ambientazione fu pubblicata per la linea Advanced Dungeons & Dragons: Odyssey come tre prodotti online disponibili in download gratuito online. Questo includeva il manuale base Savage Coast Campaign Book di Tim Beach e Bruce Heard, il supplemento Savage Coast: Orc's Head e un'appendice al Monstrous Compendium.

## Nentir Vale
In mancanza di un nome ufficiale, "Nentir Vale è il nome usato da molti fan per l'ambientazione delle avventure dell'edizione 4.0, derivato dal nome della comunità d'esempio nella Dungeon Master's Guide), detta anche "points of light" ("punti di luce"). L'ambientazione generale è quella in cui grandi imperi di varie razze, inclusi tiefling e dragonborn sono esistiti nel lontano e recente passato, ma nel periodo inm cui sono ambientate le avventure la maggior parte del mondo è una distesa selvaggia e non controllata, in cui gli unici punti di luce sono città e centri di cilizzazione sparsi e lontani fra loro. Il master viene incoraggiato dai manuali a lasciare il resto dell'ambientazione vaga e indefinita. Le divinità presentate nella Dungeon Master's Guide sono un misto di divinità di Greyhawk e dei Forgotten Realms, più alcune nuove.

## Pelinore
Pelinore è un'ambientazione per Dungeons & Dragons sviluppata agli uffici inglesi della TSR per la rivista Imagine e pubblicata a partire dal numero 16 del luglio 1984. La maggior parte degli articoli era incentrato sul principale centro urbano, la City League e sul suo circondario. Gli articoli in Imagine descrivevano luoghi limitati in City League che potevano essere usati anche in altre ambientazioni, data la loro natura generica.
Imagine presentò un pezzo di questa ambientazione in ogni numero, a partire dal 16 e fino al 30 di settembre 1985, quando fu cancellata. Ogni personaggio non giocante era di solito identificato da un codice corrispondente al codice dell'edificio in cui si trovava normalmente e una lettera. Per esempio i personaggi all'interno dell'edificio 25, erano identificate dal codice 25A in avanti.
Dopo la chiusura di Imagine il precedente assistente di redazione, Paul Cockburn, creò la serie Game Master Publications di supplementi non ufficiali per D&D ambientati in Pelinore, con nuove mappe ed alcuni luoghi rinominati (per esempio "County of Cerwyn" divenne "Caerns"). Alcuni moduli descrivono luoghi al di fuori dei confini stabiliti. Dal numero GM4 in avanti la Game Master Publications ritornò all'uso dei nomi originali e ristampò anche le mappe ufficiali di Imagine. La serie Game Master Publications venne cancellata dopo il numero GM5 nel 1987.

## Planescape
È un'ambientazione che interseca i diversi "piani di esistenza", come sviluppati originariamente nel Manuale dei Piani. È un incrocio tra elementi dell'Età vittoriana con uno stile ed un'attitudine pseudo-steampunk. Venne apprezzata per il suo unico aspetto visuale, opera dell'artista Tony DiTerlizzi. Non è più ufficialmente supportata, sebbene la città di Sigil sia comparsa nell'edizione 3.0 del Planar Handbook e nell'Epic Level Handbook e nella Dungeon Master's Guide 2 della quarta edizione.

## Ravenloft
Ambientazione horror gotica creata inizialmente per il modulo di avventura Ravenloft, e quindi espansa in un'intera serie di moduli ed in un'ambientazione. La Wizards of the Coast licenziò Ravenloft alla Arthaus Games, che pubblicò il suo materiale attraverso l'etichetta Sword & Sorcery della White Wolf, ma all'inizio del 2006 i diritti tornarono alla Wizards. Nell'ottobre 2006 la Wizards pubblicò Expedition to Castle Ravenloft, una versione aggiornata del modulo originale. Nell'agosto 2010 pubblicò il gioco da tavolo Castle Ravenloft.

### Masque of the Red Death
Scritta da William W. Connors e pubblicata nel 1998, si tratta di uno spin off di Ravenloft, ambientato in una versione fantasy, con un basso livello di magia, dell'Età vittoriana, immersa in un'atmosfera di terrore. Nel 2004 la White Wolf pubblicò l'adattamento al d20 System.

## Rokugan
Rokugan è stata pubblicata come "ambientazione di esempio" all'interno dell'edizione di Oriental Adventures (James Wyatt, 2001) per Dungeons & Dragons 3.0. È maggiormente nota come ambientazione del gioco di ruolo Leggenda dei cinque anelli e dell'omonimo gioco di carte collezionabili, pubblicati dalla Alderac Entertainment Group (AEG). La AEG produsse su licenza una seconda edizione del suo gioco di ruolo pubblicando numerosi manuali con statistiche doppie per essere usati sia con Dungeons & Dragons 3.0 sia con il suo sistema Roll and Keep. Comunque poco dopo la pubblicazione di Oriental Adventures, la Wizards of the Coast su richiesta della Hasbro mise in vendita i diritti sull'ambientazione. La AEG riuscì comunque ad acquistarli nel 2001 e continuò fino alla pubblicazione di supplementi con statistiche doppie fino al 2005.

## Sottosuolo
Il Sottosuolo (Underdark) viene descritto come "un vasto reame sotterraneo abitato da drow, mindflayer, aboleth e altre strane e sinistre creature. È un luogo dove pochi esseri umani si recano e da cui ancora meno ritornano". Le sue caratteristiche sono basate sulle condizioni delle caverne reali, ma ci sono alcune differenze, tra cui la più notevole sono le sue dimensioni, dovute al fatto di esistere in un'ambientazione fantasy. Non c'è illuminazione eccetto che per zone di funghi fosforescenti, la maggior parte degli abitanti del Sottosuolo possiede sensi diversi dalla vista o la scurovisione. Il cibo può essere molto difficile da reperire e la maggior parte della vegetazione è velenosa, inoltre anche l'acqua è difficile da trovare. Nella versione dei Forgotten Realms è permeato da un'energia magica, chiamata faerzress dai Drow che viene usata come fonte di energia dalla vegetazione, ma che interferisce con gli incantesimi di divinazione ed i teletrasporto.
Il Sottosuolo compare preminentemente nelle ambientazioni Greyhawk e Forgotten Realms. L'idea di un sotterraneo che si estendesse al di sotto di interi continenti venne introdotto per la prima volta da Gary Gygax nella serie di moduli "D" e "G" (Against the Giants). Il Sottosuolo viene descritto in dettaglio nella Dungeoneer's Survival Guide, di Doug Niles. Nell'ambientazione Eberron viene invece chiamato Khyber ed è la sede di un esercito di esseri malvagi spinti nelle profondità nelle caverne alla fine dell'età dei demoni. Comunque la maggior parte delle informazioni su questa ambientazione sono state pubblicate nei manuali e accessori per i Forgotten Realms. Il successo dei romanzi di R. A. Salvatore sul drow Drizzt Do'Urden sono una delle cause principali di questo interesse.
Compare anche in Hordes of the Underdark, un'espansione per il videogioco di ruolo Neverwinter Nights, nel quale viene presentata la città portuale di Lith My'athar e il misterioso Seer ("Veggente").
Simili ambientazioni, meno "affollate" di creature e di dimensione minori, compaiono anche in Mystara (il regno degli orchi descritto nel Gaz 10 e quello degli elfi ombra descritto nel Gaz 15) e sono state introdotte anche in un romanzo di Dragonlance (The Survivors, della collana Anvil of Time).

## Spelljammer
Ambientazione situata nello "spazio selvaggio" ("wildspace"), una versione fantasy dello spazio esterno attraversato da speciali navi a vela magiche e che si poteva connettere a ambientazioni planetarie come i Forgotten Realms o Dragonlance, permettendo l'interazione tra campagne diverse. Pur non essendo più supportata come campagna a sé stante, alcuni elementi dell'ambientazione (come le navi spelljammer) sono stati inclusi nei supplementi della terza e quarta edizione.

## Valle del Tuono
Creata negli anni novanta come ambientazione introduttiva per la 5ª edizione della linea base di Dungeons & Dragons, come alternativa a Mystara. Venne concepita come luogo (Valle del Tuono, Thunder Rift in originale) di partenza standard per un gruppo di giocatori principianti, che il master avrebbe espanso gradatamente. Pur essendo un'ambientazione autocontenuta era pensata per poter esser inserita in altre ambientazioni e una della avventure pubblicate la collegava proprio con Mystara.

## Wilderlands of High Fantasy
Wilderlands of High Fantasy prese forma a partire dalle numerose avventure pubblicate dalla Judges Guild tra il 1973 e il 1983 su licenza della TSR, inclusa The City State of the Invincible Overlord (Bob Bledsaw e Bill Owen, 1976). Come per altro materiale dell'epoca non era descritta in dettaglio, furono pubblicate molte mappe e liste di locazioni della Città Stato, ma erano scarse di descrizioni in dettaglio.
La Mayfair Games pubblicò tra il 1987 e il 1989 una nuova versione dell'ambientazione, con la Città Stato rinominata in Briarwood e posta sull'isola di Calandia. Nel corso di tre anni vennero pubblicati otto manuali in scatola, ma non ebbe un grande successo. Tra il 2003 e il 2005 la Necromancer Games ha pubblicato una versione più aderente all'ambientazione originale, ma con molto materiale e dettagli aggiunti e il tono dell'ambientazione cambiato dal fantasy epico al cappa e spada. Un'ulteriore versione (Wilderlands of High Adventure) è stata pubblicata da James Mishler tra il 2007 e il 2010.